# Гаффаргаон (подокруг)
Гаффаргаон (бенг. গফরগাঁও, англ. Gaffargaon) — подокруг на севере Бангладеш в составе округа Маймансингх. Образован в 1909 году. Административный центр — город Гаффаргаон. Площадь подокруга — 401,16 км². По данным переписи 1991 года численность населения подокруга составляла 379 803 человека. Плотность населения равнялась 947 чел. на 1 км². Уровень грамотности населения среди мужчин составлял 24,3 %, среди женщин — 26,1 %. Религиозный состав: мусульмане — 98,13 %, индуисты — 1,74 %, христиане — 0,01 %, прочие — 0,12 %.